# Ліна Беннані
Ліна Беннані (нар. 4 липня 1991) — колишня марокканська тенісистка.
Найвищу одиночну позицію світового рейтингу — 672 місце досягла 25 квітня 2011, парну — 579 місце — 4 травня 2009 року.
Здобула 3 парні титули туру ITF.

## Фінали ITF

### Парний розряд: 4 (3–1)
| Результат | Ранг | Дата           | Турнір                  | Покриття | Партнерка         | Суперниці                                               | Рахунок          |
| --------- | ---- | -------------- | ----------------------- | -------- | ----------------- | ------------------------------------------------------- | ---------------- |
| Перемога  | 1.   | 31 серпня 2008 | ITF Ла-Марса, Туніс     | Ґрунт    | Фатіма Ель Алламі | Давінія Лоббінґер Мика Урбанчич                         | 4–6, 6–4, [11–9] |
| Поразка   | 1.   | 12 жовтня 2008 | ITF Ешпіню, Португалія  | Ґрунт    | Вероніка Домаґала | Фатіма Ель Алламі Катаріна Феррейра                     | 1–6, 3–6         |
| Перемога  | 2.   | 19 жовтня 2008 | ITF Лісабон, Португалія | Ґрунт    | Вероніка Домаґала | Фатіма Ель Алламі Катаріна Феррейра                     | 7–5, 4–6, [11–9] |
| Перемога  | 3.   | 18 липня 2010  | ITF Касабланка, Марокко | Ґрунт    | Анаук Тіґу        | Лаура Апаоласа-Мірандевілья Монтсеррат Бласко-Фернандес | 6–1, 6–2         |